# 武侯大道駅
武侯大道駅（ぶこうだいどうえき、中国語：武侯大道站、英語：Wuhou Avenue Station）は中国四川省成都市武侯区中環路武陽大道段と武侯大道双楠段の交差点にある、成都地下鉄7号線の駅。2017年6月2日に開業。工事期間中の仮駅名は「武侯双楠駅」。

## 歴史
- 2015年3月20日 - 駅主要構造が完成[3]。
- 2017年12月6日 - 開業[1]。

## 駅構造
島式ホーム1面2線の地下駅。
| 地上      |                                 | 出入口                          |  |
| 地下 一階 | 駅ロビー                        | 安全検査、券売機、駅売店        |  |
| 地下 二階 |                                 | ■7号線 外回り （次の駅:太平園） |  |
| 地下 二階 | 島式ホーム                      |                                 |  |
| 地下 二階 | ■7号線 内回り （次の駅:龍爪堰） |                                 |  |

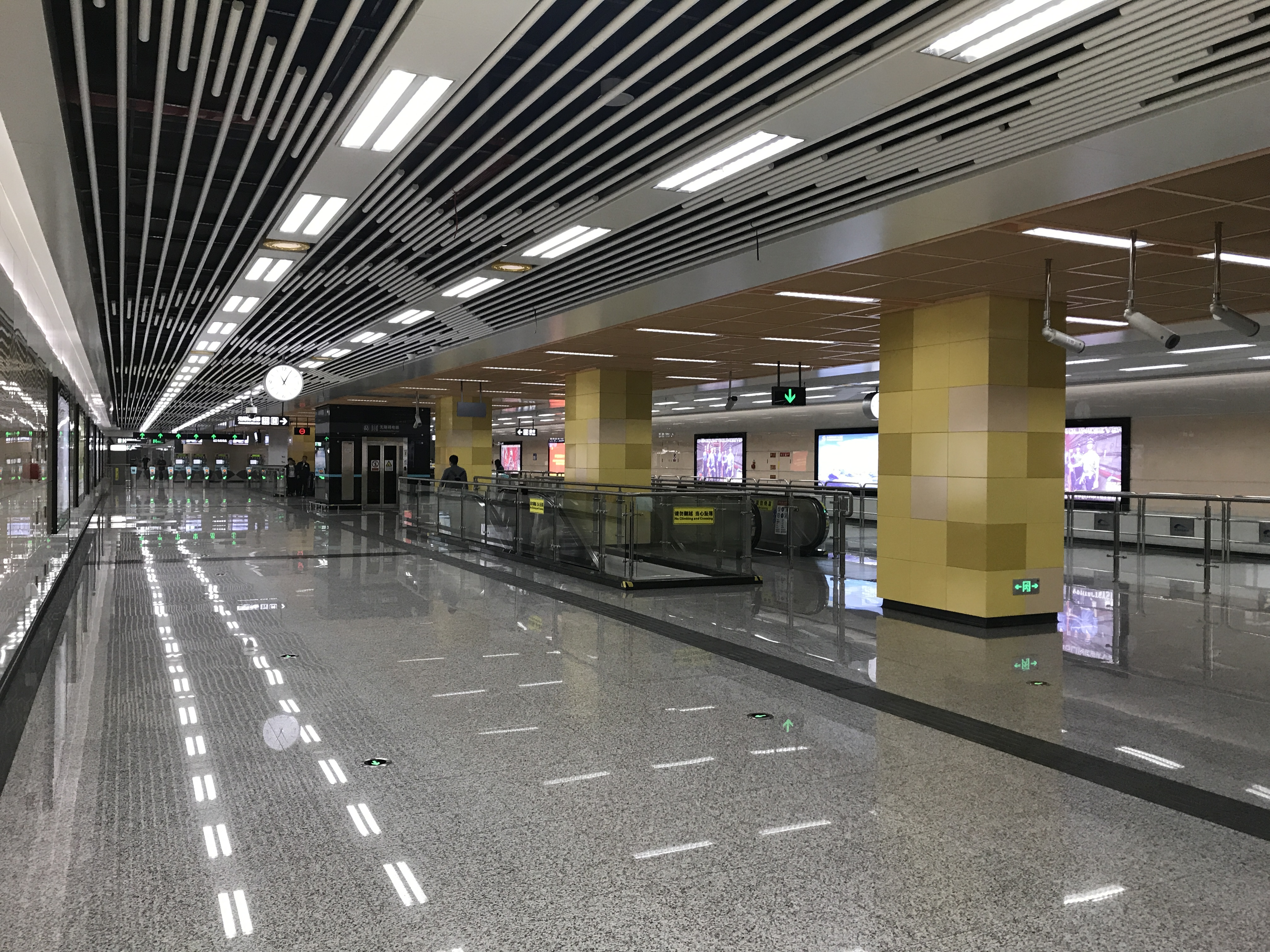
一階通路
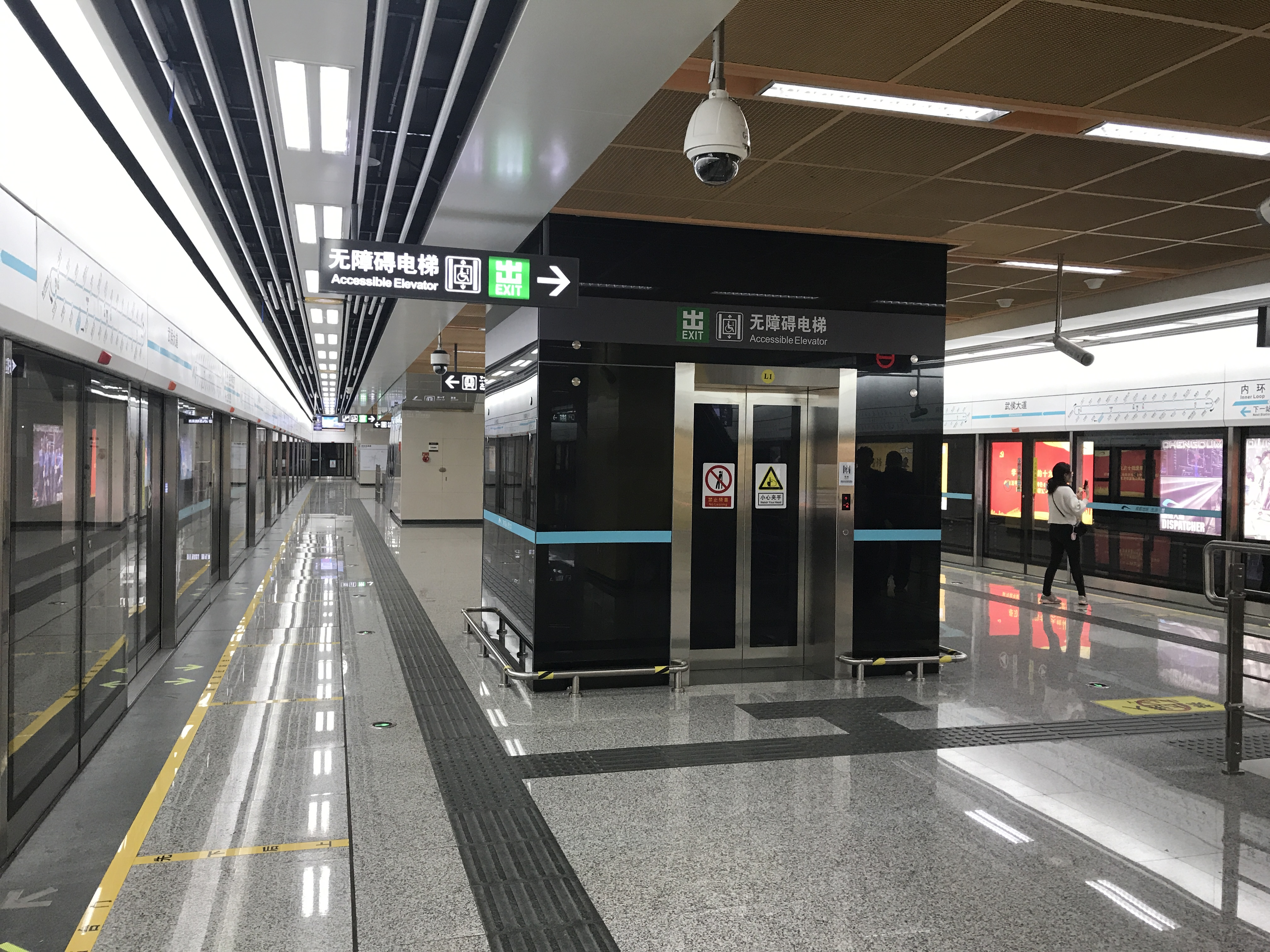
ホーム

## 出入口
出入口は7つある。
|                                               |      |                  |                                      |
| 出入口番号                                    | 設備 | 場所             | 出入口周辺                           |
| 出口 · A · 1                                  |      | 武侯大道双楠段   | 金色花園、武侯国債花園、四川肛腸医院 |
| 出口 · A · 2                                  |      | 中環路武陽大道段 | 双豊西路居民区、聚園                 |
| 出口 · B                                      |      | 中環路武陽大道段 | 双豊西路居民区、普建苑               |
| 出口 · H                                      |      | 中環路武陽大道段 | 吉馨苑、武侯別墅                     |
| 出口 · J · 1                                  |      | 中環路武陽大道段 | 清風曉築                             |
| 出口 · J · 2                                  |      | 武侯大道双楠段   | 交大花園武侯小区                     |
| 出口 · J · 3                                  |      | 武侯大道双楠段   | 月光誠品、金楠国際                   |
| 注： エレベーター \| 車椅子の昇降台 \| トイレ |      |                  |                                      |

## 誤表示
2016年7月31日（成都地下鉄3号線が開通した時）に7号線の各駅を含む路線図を3号線で表示した際、「武侯大道駅」を「武候大道駅」と誤って表示し、問題になった。

## 隣の駅
成都地下鉄
■7号線
太平園駅 - 武侯大道駅  - 龍爪堰駅